# Formação Serra Geral
A Formação Serra Geral é uma formação geológica constituída por rochas magmáticas relacionada aos eventos de vulcanismo fissural (derrames) e intrusões que recobrem mais de um milhão de quilômetros quadrados da Bacia do Paraná, abrangendo toda a região centro-sul do Brasil e estendendo-se ao longo das fronteiras do Paraguai, Uruguai e Argentina.

## Origem
A partir do final do Triássico e durante quase todo o Jurássico, a Bacia do Paraná foi dominada por campos de dunas do deserto Botucatu. Entretanto, a partir do Período Jurássico, a plataforma continental foi reativada, fenômeno descrito como Reativação Wealdeniana. Esse fenômeno está associado ao processo de ruptura do supercontinente Gondwana e à formação do Atlântico Sul. O resultado da reativação da plataforma e rifteamento foi a ocorrência de dezenas de eventos de vulcanismo, cuja intensidade máxima se deu no início do Período Cretáceo, entre 137 e 127 milhões de anos, e se estendeu até o Terciário. Volumes gigantescos de lavas foram injetados e extravasados em toda a Bacia do Paraná, cobrindo todo o deserto Botucatu. Uma espessa sucessão vulcânica foi formada, dando origem a Formação Serra Geral, pertencente à supersequência estratigráfica de segunda ordem denominada Supersequência Gondwana III, cujas rochas se estendem pelo continente africano, na Bacia de Etendeka, na Namíbia e Angola. Esses eventos sucessivos de derramamentos de lavas constituem a maior manifestação de vulcanismo conhecida no planeta, cobrindo cerca de 1 milhão de km², e um volume total de aproximadamente 650 000 km³, comumente conhecido como Trapp do Paraná e Província Magmática do Brasil meridional.

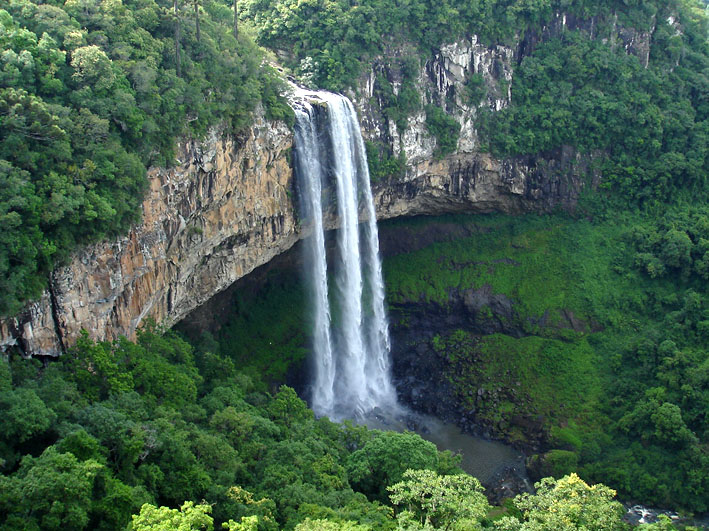
Afloramento de basaltos da Formação Serra Geral na Cascata do Caracol, localizada no Parque Estadual do Caracol, Canela, Rio Grande do Sul, Brasil.

## Características
Os derrames de lavas da porção centro-sul são diferentes daqueles da porção centro-norte da Bacia do Paraná. Os derrames da porção centro-norte deram origem a rochas básicas e ácidas com maiores teores de fósforo, potássio, e titânio, principalmente basaltos e basalto-andesitos de filiação toleítica. Já os derrames da porção centro-sul deram origem a rochas básicas e ácidas mais pobres nesses elementos, como o próprio basalto e riolitos e riodacitos, como aqueles aflorantes na região dos Aparados da Serra, e que caracterizam uma associação litológica bimodal (basalto - riolito). No Rebordo do Planalto da Bacia do Paraná, na região central do estado do Rio Grande do Sul, nos municípios de Itaara e Santa Maria, é possível verificar essa associação bimodal. As rochas da Sequência Inferior da Formação Serra Geral (basaltos-andesitos toleíticos) apresentam coloração cinza-escura e são constituídas por plagioclásio cálcico, clinopiroxênio, magnetita e material intersticial de quartzo e material desvitrificado. Já as rochas da Sequência Superior da Formação Serra Geral (vitrófiros, riolitos-riodacitos granofíricos) apresentam cor cinza-clara, estrutura microcristalina e são constituídas por cristais de plagioclásio, clinopiroxênios, hornblenda uralítica e magnetita. Essa divisão em Sequência Superior e Sequência Inferior aplica-se apenas a essa porção sul, já que na região de Tamarana, São Jerônimo da Serra e Jacarezinho (PR) e em Ourinhos (SP) são encontrados, lado a lado, derrames de riodacitos porfiríticos e de basaltos todos em contato direto ou intercalados nos arenitos da Formação Botucatu, fato que comprova que na porção centro-norte a estratigrafia é diferente e mais complexa. Numa escala regional, diversos autores já propuseram a elevação hierárquica para Grupo Serra Geral o que implicaria na consequente elevação do Grupo São Bento para Supergrupo.  

## Intemperismo e pedogênese
Devido ao fato de as rochas da Formação Serra Geral possuírem constituição diferente, seu comportamento frente aos agentes intempéricos é diferenciada. Com isso, as características dos solos também são diferenciadas. Em geral, as rochas da porção centro-norte da Bacia do Paraná evoluem para solos mais profundos, argilosos, com elevado teor de ferro e macronutrientes, permitindo o desenvolvimento de coberturas vegetais mais densas. Trata-se de solos classificados taxonomicamente como Latossolos Vermelhos e Nitossolos Vermelhos, conforme o atual Sistema Brasileiro de Classificação de Solos (SiBCS). Devido à sua excelente fertilidade física e/ou química, e por ocorrerem em relevo suave-ondulado, esses solos, antigamente chamados "terra roxa", são aptos para o desenvolvimento do agricultura intensiva. Através dessas características pedológicas, associadas às informações florísticas, os geólogos estabelecem modelos conceituais para mapear as diferentes rochas ígneas.

## Outras informações
A maior jazida de ametista do mundo é encontrada em rochas da Formação Serra Geral, na cidade de Ametista do Sul, no Rio Grande do Sul,  que é chamada de Capital Mundial da Ametista. Cerca de 75% da economia municipal é decorrente da mineração, beneficiamento e comércio de pedras semipreciosas como ametista, ágata e topázio além de outros.